# Ментон
Ментонът е органично съединение, което се намира в природата. Той има молекулна формула C10H18O. l-Ментон (или (2S, 5R)-транс-2-изопропил-5-метилциклохексанон), показана от дясно, е много разпространен в природата под формата на четири структурни стереоизомери. Ментонът е монотерпен и кетон. Той е структурно свързан с ментол който е с хидроксилна група на мястото на карбонилната.
Ментонът е съставна част на етеричните масла на джоджен, мента, здравец, и други. Той се използва в парфюмерията и козметиката заради характерната си ментова миризма.